# ニュースモーニングサテライト
『ニュースモーニングサテライト』（英: NEWS MORNING SATELLITE）は、テレビ東京系列（BSテレ東含む）で1998年（平成10年）10月1日より平日（日本の祝日や振替休日等をのぞく月曜日から金曜日）の朝に生放送されている朝の情報番組・経済報道番組である。

## 名称
略称は「モーニングサテライト」「モーサテ」。
新聞などの番組表では『Mサテ』『モーサテ』『Mサテライト』『モーニングサテライト』など、電子番組ガイドでは『Newsモーニングサテライト』→『モーサテ』と表記。昔は『朝サテ』と表記する新聞もあった。
番組のロゴは最初期から2016年11月4日までは英語で『MORNING SATELLITE』と表記し、2016年11月7日から2021年3月26日までは『モーサテ』と表記。その後2021年3月29日から2024年3月29日までは『NEWS Morning Satellite』と表記され、2024年4月1日からは『NEWS MORNING SATELLITE』に変更される。

## 概要
1998年10月に、それまで放送されていた株式市況番組『マーケットLIVE』とニュース情報番組『ニュースウェーブ615』の2番組が統合する形でスタートした。
日本経済新聞社の協力による、経済・市況関連情報に的を絞った朝のニュース番組。いわゆる社会ニュースおよびスポーツ、芸能情報については取り扱わない。『ワールドビジネスサテライト』（WBS）同様に、日本経済新聞社協力の経済ニュース番組だが、WBSに比べ金融・証券市場関連のニュースが多いのが特徴。
毎日ニューヨーク証券取引所・NASDAQから生中継で取引状況を伝えるほか、ゲストインタビューなどアメリカの経済情報も伝えられる。それを踏まえ東京からの放送は市場予測などを中心に今後の動向を分析する構成となっている。
番組開始当初から2006年3月までは、ニューヨークのスタジオからの放送が主体であり、東京スタジオは補完的なものであった。2006年春改編で東京スタジオからの中継を増やし、番組比重はニューヨークと東京で半々となった。ニューヨークの矢吹キャスターが降板し、東京では日替わりゲストに加えてマーケットキャスターなる証券会社のゲスト（曜日交代制）が日替わりで登場。
その他は随所にフラッシュニュースと天気予報、番組後半に特集を放送している。NY・東京から新聞記事を紹介するほか、WBSの「トレンドたまご」や『E morning』の「初物 HATSU-MONO」に似た「ネタのたね」というコーナーを放送。
2016年11月7日、テレビ東京が虎ノ門（神谷町）の日経電波会館から住友不動産六本木グランドタワーの現本社に移転すると同時に、タイトルロゴを放送開始から続いてきた『MORNING SATELLITE』と表記していたのを『モーサテ』に刷新。本番組が、テレビ東京及びBSジャパン（現・BSテレ東）における現本社最初の番組となった。同時にニューヨーク支局のスタジオも、それまでの標準画質からハイビジョン画質に切り替わったが、ニューヨークからの中継は大幅に縮小し、東京スタジオからの放送主体となった。
番組のサイトに「きょうのオマケ」コーナーがあり、生放送終了後の出演者とゲストのトークコーナーが毎日配信されている。毎週月曜はニューヨーク支局のキャスターが参加。2016年11月4日までは、生放送終了後のスタジオ（日経電波会館第4スタジオ）で収録していたが、移転した六本木グランドタワーのスタジオ（第3スタジオ）が、次番組の『MORNING CHARGE』と共用している関係上、報道フロア内からの収録に変更された。2017年4月より次番組の「MORNING CHARGE」を吸収する形で放送時間を拡大し、テレビ東京系列局での唯一の朝のニュース番組となった。
2021年3月29日をもって、タイトルロゴをおよそ4年5か月にわたって使用した『モーサテ』表記が『NEWS Morning Satellite』に刷新された。
2024年4月1日から司会者が片淵茜（月 - 水曜）、角谷暁子（木・金曜）に代わるとともに、番組のセットもコンピュータグラフィックを多用したバーチャルプロダクションという合成技術をフルに生かし、ニューヨーク・ロンドンをはじめとする世界各地のマーケットの動向を視覚的な表現を多用し、より分かりやすいマーケット情報番組作りを目指す。タイトルロゴ表記が『NEWS MORNING SATELLITE』に刷新。

## ネット局と放送時間

### 現在のネット局
※2020年7月現在。
| 放送対象地域   | 放送局                  | 系列           | 放送時間（JST）  |
| -------------- | ----------------------- | -------------- | ---------------- |
| 関東広域圏     | テレビ東京（TX） 制作局 | テレビ東京系列 | 平日 5:45 - 7:05 |
| 北海道         | テレビ北海道（TVh）     | テレビ東京系列 | 平日 5:45 - 7:05 |
| 愛知県         | テレビ愛知（TVA）       | テレビ東京系列 | 平日 5:45 - 7:05 |
| 大阪府         | テレビ大阪（TVO）       | テレビ東京系列 | 平日 5:45 - 7:05 |
| 岡山県・香川県 | テレビせとうち（TSC）   | テレビ東京系列 | 平日 5:45 - 7:05 |
| 福岡県         | TVQ九州放送（TVQ）      | テレビ東京系列 | 平日 5:45 - 7:05 |
| 日本全国       | BSテレ東                | BS放送         | 平日 5:45 - 7:05 |

### 過去のネット局
| 放送対象地域 | 放送局              | 系列   | 放送時間（JST）  | 備考                                  |
| ------------ | ------------------- | ------ | ---------------- | ------------------------------------- |
| 滋賀県       | びわ湖放送（BBC）   | 独立局 | 平日 5:45 - 6:40 | 2004年3月末をもって打ち切り。         |
| 和歌山県     | テレビ和歌山（WTV） | 独立局 | 平日 5:45 - 6:40 | 2004年3月末をもって打ち切り。         |
| 岐阜県       | 岐阜放送（GBS）     | 独立局 | 平日 5:45 - 7:05 | 2020年7月3日放送分をもって打ち切り。  |
| 日本全国     | 日経CNBC（CNBC）    | CS放送 | 平日 7:10 - 8:15 | 2019年9月27日放送分をもって打ち切り。 |

### 放送時間の変遷
| 期間           | 期間           | 放送時間（日本時間）       |
| -------------- | -------------- | -------------------------- |
| 1998年10月01日 | 1999年03月26日 | 平日 06:00 - 06:45（45分） |
| 1999年03月29日 | 2000年03月31日 | 平日 06:00 - 06:40（40分） |
| 2000年04月03日 | 2009年03月27日 | 平日 05:45 - 06:40（55分） |
| 2009年03月30日 | 2009年09月25日 | 平日 05:45 - 06:35（50分） |
| 2009年09月28日 | 2017年03月31日 | 平日 05:45 - 06:40（55分） |
| 2017年04月03日 | 現在           | 平日 05:45 - 07:05（80分） |

### 備考
- ネット局では時刻表示を行っているが、番組（ネット）送出ではなく各局別（ローカル）送出となっており、一部ネット局では天気ループも送出している。テレビ東京、テレビ愛知、BSテレ東ではカスタム表示も行っている。
- 東京証券取引所が祝日・年末年始などで休場となる場合は、放送が休止となる。2016年3月21日までと2017年5月3日から9月18日までの祝日は、テレビ東京系列地上波各局では『TXNニュース』を代替として放送していたが（2016年3月21日までは6:30 - 6:40、2017年5月3日から9月18日までは7:00 - 7:05）、2017年9月18日をもって代替の『TXNニュース』の放送は終了し、同年10月9日以降の祝日は朝のニュース自体を放送しない。2017年10月9日以降における祝日の7:00 - 7:05は番宣番組を放送する。そのほかの当該時間帯（7:00まで）は、テレビ東京（関東ローカル）では放送休止を延長した上で『ものスタ』を6:00 - 7:00に放送するか、6時台に単発番組を放送する（単発番組を放送する場合は『ものスタ』は5:00 - 6:00の放送）。テレビ東京以外の当番組ネット局ではフィラー映像・単発番組枠・テレビショッピング枠などに充てられる。
- BSテレビ東京では、旧・BSジャパン時代の2006年4月から2012年3月末まで「ディレイ版」と称した再放送を実施していた。

## 主なコーナー
2025年4月時点
- オープニング・ニュース（ニューヨーク）・フラッシュニュース（ニューヨーク）
- NYマーケット解説（火 - 金）、ニューヨーク経済ニュース、NY特集（月）
- 世界各国の為替相場（東京）・きょうの見通し（東京）
- ニュース（東京）・フラッシュニュース（東京）・今日（月曜は今週）の主な予定
- 天気予報
- プロの眼（東京） - コメンテーターによるマーケットに関する話題の解説
- 日経朝特急 - 日経朝刊から気になる紙面を紹介
- 中国Tech
- 騰落率ランキング（月曜）
- グローバルアウトルック（月曜）
- マーケットシグナル　- マーケット担当の長江優子記者による解説コーナー（月曜）
- アメ株UPdate[注 3]
- マーケットリアル(東京) -マーケットで起こっているリアルな事柄をリポート。[注 4]
- 深読みリサーチ（水曜）
- 大浜見聞録（木曜）
- 日経超特急＋（木曜）
- パックンの眼[注 5]
- モーサテ塾（金曜）
- ビジネス書ヒットの背景（金曜）

### 終了したコーナー
- トレーダーズｖｏｉｃｅ[注 6]
- 中原みなみのエコノミーZ
- モーサテSDGs考
- みんなの資産形成術（月曜）
- CFO参上（金曜）

：この他コーナーがない時はWBSの白熱!ランキング出張版や経済のナゼ、短い特集企画を放送する場合もあり。

## 出演者

### 現在の出演者
| 出演者           | 撮影場所               | 役割                             | 期間            | 曜日           | 備考                                   |
| ---------------- | ---------------------- | -------------------------------- | --------------- | -------------- | -------------------------------------- |
| 中原みなみ       | 東京スタジオ           | メインキャスター                 | 2022年10月6日 - | 火・木・金曜日 | [ 3 ]                                  |
| 矢内雄一郎       | 東京スタジオ           | メインキャスター・サブキャスター | 2017年4月5日 -  | 月・木・金曜日 | [ 4 ]                                  |
| 池谷亨           | 東京スタジオ           | メインキャスター・解説キャスター | 2023年4月3日 -  | 火・水曜日     | [ 5 ]                                  |
| 佐々木明子       | 東京スタジオ           | 解説キャスター                   | 2025年3月31日 - | 月曜日         | [ 6 ] [ 7 ] [ 8 ]                      |
| 大浜平太郎       | 東京スタジオ           | 解説キャスター                   | 2018年4月2日 -  | 木・金曜日     | [ 9 ]                                  |
| 平出真有         | 東京スタジオ           | 気象予報士                       | 2021年4月1日 -  | 月 - 金曜日    |                                        |
| 中垣正太郎       | 東京スタジオ           | サブキャスター                   | 2023年7月6日 -  | 水曜日         |                                        |
| 藤井由依         | 東京スタジオ           | サブキャスター                   | 2024年6月28日 - | 月曜日         | [ 10 ]                                 |
| 古旗笑佳         | 東京スタジオ           | サブキャスター                   | 2025年1月7日 -  | 火・水曜日     |                                        |
| 片渕茜           | ニューヨーク支局       | NYキャスター                     | 2020年3月30日 - | 月 - 金曜日    | [ 11 ]                                 |
| 宮澤エマ         | 東京スタジオ           | リーダーの栞（聞き手）           | 2018年4月2日 -  | 全放送日       |                                        |
| シュナイダー恵子 | ニューヨーク証券取引所 | マーケットキャスター             |                 |                | 大和証券キャピタル・マーケッツアメリカ |
| 阿部司           | ニューヨーク証券取引所 | マーケットキャスター             |                 |                | 東海東京証券アメリカ                   |
| 武井章浩         | ニューヨーク証券取引所 | マーケットキャスター             |                 |                | 東海東京証券アメリカ                   |
| 川尻賢弥         | ニューヨーク証券取引所 | マーケットキャスター             |                 |                | 米国みずほ証券                         |
| 兼松渉           | ニューヨーク証券取引所 | マーケットキャスター             |                 |                | 米国みずほ証券                         |
| 𠮷田拡司         | ニューヨーク証券取引所 | マーケットキャスター             |                 |                | 岡三証券                               |
| 草田裕紀         | ニューヨーク証券取引所 | マーケットキャスター             |                 |                | 野村グループ                           |
| 久野誠太郎       | ニューヨーク証券取引所 | マーケットキャスター             |                 |                | マキシムグループ                       |
| 大塚祐貴         | ニューヨーク証券取引所 | マーケットキャスター             |                 |                | SMBC日興セキュリティーズ               |
| 井野口志保       | ニューヨーク証券取引所 | マーケットキャスター             |                 |                | SMBC日興セキュリティーズ               |
| 芝田達裕         | ニューヨーク証券取引所 | マーケットキャスター             |                 |                | 東海東京証券アメリカ                   |
| 荻原裕司         | ニューヨーク証券取引所 | マーケットキャスター             |                 |                | 岡三証券                               |
| 石光一彰         | ニューヨーク証券取引所 | マーケットキャスター             |                 |                | 野村グループ                           |
| 長谷川悠貴       | ニューヨーク証券取引所 | マーケットキャスター             |                 |                | 明治安田アメリカ                       |
| 中川幾代         | ニューヨーク証券取引所 | マーケットキャスター             |                 |                | 東海東京証券アメリカ                   |
| 藤井摩耶         | ニューヨーク証券取引所 | マーケットキャスター             |                 |                | 野村グループ                           |
| 矢澤賢           | ニューヨーク証券取引所 | マーケットキャスター             |                 |                | 大和証券キャピタルマーケッツアメリカ   |
| 漆山龍彌         | ニューヨーク証券取引所 | マーケットキャスター             |                 |                | 日本生命NY投資現地法人                 |
| 高橋諒至         | ニューヨーク証券取引所 | マーケットキャスター             |                 |                | 大和証券キャピタルマーケッツアメリカ   |
| 今真一郎         | ニューヨーク証券取引所 | マーケットキャスター             |                 |                | 日本生命NY投資現地法人                 |
| 松谷拓弥         | ニューヨーク証券取引所 | マーケットキャスター             |                 |                | 日本生命（DLI NORTH AMERICA）          |

#### ゲスト
日替わりで出演。店舗型の老舗からネット専業の証券会社、金融系、生保系シンクタンクまで比較的幅広く・男女関係無く登場する。紹介テロップでは各ゲストの得意分野が書かれる。
| ゲスト | 所属                                     | 備考                                                                        |
| --- | ---------------------------------------- | --------------------------------------------------------------------------- |
| 佐藤政俊 | みずほインベスターズ証券 ストラテジスト  |                                                                             |
| 藤戸則弘 | 三菱UFJモルガン・スタンレー証券          |                                                                             |
| 広木隆 | マネックス証券                           |                                                                             |
| 若生寿一 | 野村証券                                 |                                                                             |
| 福永博之 | インベストラスト                         |                                                                             |
| 井出真吾 | ニッセイ基礎研究所                       |                                                                             |
| 石黒英之 | 野村アセットマネジメント                 |                                                                             |
| 尾河眞樹 | ソニーフィナンシャルグループ             | 以前は「ソニーフィナンシャルホールディングス」と表示                        |
| 内田稔 | 高千穂大学                               |                                                                             |
| 新村直弘 | マーケット・リスク・アドバイザリー代表   |                                                                             |
| 中空麻奈 | BNPパリバ証券                            |                                                                             |
| 佐々木融 | ふくおかフィナンシャルグループ           | 以前は「JPモルガン・チェース銀行」と表示                                    |
| 加藤出 | 東短リサーチ                             |                                                                             |
| 高島修 | シティグループ証券                       |                                                                             |
| 渡辺努 | 東京大学大学院教授                       |                                                                             |
| 吉利晃 | JPモルガン証券                           |                                                                             |
| 小川和宏 | ドイツ証券                               |                                                                             |
| 井上哲也 | 野村総研                                 |                                                                             |
| 堀古英司 | ホリコ・キャピタルマネジメント           | マーケットキャスターも兼任                                                  |
| 大槻奈那 | ピクテ・ジャパン                         | 以前は「マネックス証券」と表示                                              |
| 足立正道 | JPモルガン証券                           |                                                                             |
| 西岡純子 | 三井住友銀行                             |                                                                             |
| 白井さゆり | 慶応義塾大学教授                         |                                                                             |
| 森田長太郎 | オールニッポンAM                         |                                                                             |
| 鈴木敏之 | 文教大学グローバルマーケットエコノミスト | 以前は「三菱東京UFJ銀行」と表示                                             |
| 矢嶋康次 | ニッセイ基礎研究所                       |                                                                             |
| 西濱徹 | 第一生命経済研究所                       |                                                                             |
| 佐野一彦 | 東海東京証券                             |                                                                             |
| 池田雄之輔 | 野村証券                                 |                                                                             |
| 菅原淳一 | みずほ総研                               |                                                                             |
| 菅野雅明 | JPモルガン証券                           |                                                                             |
| 吉崎達彦 | 双日総研                                 |                                                                             |
| 中島厚志 | 新潟県立大学                             | 以前は「経済産業研究所」と表示                                              |
| 安井明彦 | みずほ総研                               |                                                                             |
| 山田雪乃 | 大和証券                                 |                                                                             |
| 竹澤晴彦 | 岡三証券                                 |                                                                             |
| 高井裕之 | 住友商事グローバルリサーチ               |                                                                             |
| 肖敏捷 | AISキャピタル                            |                                                                             |
| 深谷幸司 | マーケット・リスク・アドバイザリー       |                                                                             |
| 棚瀬順哉 | JPモルガン・チェース銀行                 |                                                                             |
| 伊藤さゆり | ニッセイ基礎研究所                       |                                                                             |
| 高田創 | みずほ総研                               |                                                                             |
| 木野内栄治 | 大和証券                                 |                                                                             |
| 今村卓 | 丸紅経済研究所 所長                      |                                                                             |
| 森田京平 | バークレイズ証券                         |                                                                             |
| 大田弘子 | 政策研究大学院大学教授                   | 元 内閣府特命担当大臣                                                       |
| 愛宕伸康 | 楽天証券経済研究所                       | 以前は「岡三証券」と表示                                                    |
| 櫨浩一 | ニッセイ基礎研究所                       |                                                                             |
| 丸山俊 | BNPパリバ証券                            |                                                                             |
| 島本幸治 | ソシエテジェネラル証券                   |                                                                             |
| 安藤公秀 | 三菱商事パキスタン総代表                 |                                                                             |
| 植野大作 | 三菱UFJモルガン・スタンレー証券          |                                                                             |
| 浜田宏一 | エール大学名誉教授 内閣官房参与          |                                                                             |
| 堅谷洋和 | 大和証券                                 |                                                                             |
| 杉原龍馬 | ソシエテ・ジェネラル証券                 |                                                                             |
| 阪上亮太 | JPモルガン証券                           |                                                                             |
| 秋本翔太 | 岡三証券                                 |                                                                             |
| 鈴木恭輔 | ソシエテジェネラル銀行                   |                                                                             |
| 児玉卓 | 大和総研                                 |                                                                             |
| 尾畑秀一 | 野村証券                                 |                                                                             |
| アントン・ゴロシニコフ | 住友商事グローバルリサーチ               |                                                                             |
| 重見吉徳 | フィデリティ投信                         | 以前は「JPモルガン・アセット・マネジメント」と表示                          |
| 門田真一郎 | バークレイズ証券                         |                                                                             |
| 菊池しのぶ | みずほ総研                               |                                                                             |
| 平山広太 | SMBC日興証券                             |                                                                             |
| 山口正章 | 野村証券                                 |                                                                             |
| 広瀬真司 | 住友商事グローバルリサーチ               |                                                                             |
| 阿部健児 | 大和総研                                 |                                                                             |
| 左三川郁子 | 日本経済研究センター                     |                                                                             |
| 鈴木裕 | 岡三証券                                 |                                                                             |
| 市川雅浩 | 三井住友DSアセットマネジメント           |                                                                             |
| 浅野貴昭 | 住友商事グローバルリサーチ               |                                                                             |
| 中西孝樹 | ナカニシ自動車産業リサーチ               |                                                                             |
| 増野伊登 | 三井物産戦略研究所                       |                                                                             |
| 田中俊 | SBI証券                                  |                                                                             |
| 木内登英 | 野村総研                                 |                                                                             |
| 谷栄一郎 | 大和証券                                 |                                                                             |
| 石井順也 | 住友商事グローバルリサーチ               |                                                                             |
| 渡辺洋治 | SMBC日興証券                             |                                                                             |
| 栗岡大介 | レオス・キャピタルワークス               |                                                                             |
| 向山英彦 | 日本総研                                 |                                                                             |
| 高尾憲久 | 大和証券投資信託委託                     |                                                                             |
| 満井孝哉 | 大和投資信託                             |                                                                             |
| 仙石誠 | 東海東京インテリジェンス・ラボ           | 2024年3月出演までは「東海東京調査センター」と表示                           |
| 清水倫典 | Gマネジメント＆リサーチ                  |                                                                             |
| 黒瀬浩一 | りそな銀行                               |                                                                             |
| 石川久美子 | ソニーフィナンシャルホールディングス     |                                                                             |
| 松浦寿雄 | 野村証券                                 |                                                                             |
| 野地慎 | SMBC日興証券                             |                                                                             |
| 村松一之 | 和キャピタル                             |                                                                             |
| 石川純子 | 野村総研                                 |                                                                             |
| 青木大樹 | UBS Sumi TRUST ウェルス・マネジメント    | 以前は「UBSウェルス・マネジメント」と表示                                   |
| 松波俊哉 | ニッセイアセットマネジメント             |                                                                             |
| 仙石誠 | 東海東京インテリジェンス・ラボ           |                                                                             |
| 圷正嗣 | BOfA証券                                 | 以前は「SMBC日興証券」と表示                                                |
| 松本史雄 | 岡三証券                                 | 以前は「ドルトン・キャピタル・ジャパン」と表示                              |
| 田中理 | 第一生命経済研究所                       |                                                                             |
| 居林通 | UBSウェルス・マネジメント                |                                                                             |
| 山本雅文 | みずほ証券                               |                                                                             |
| ジョセフ･クラフト | ロールシャッハ･アドバイザリー            |                                                                             |
| 木村和秀 | 大和証券                                 |                                                                             |
| 山田修輔 | BOfA証券                                 | 以前は「バンクオブアメリカ・メリルリンチ」と表示                            |
| 後藤佑二朗 | 野村証券                                 |                                                                             |
| 石田義高 | 大和証券                                 |                                                                             |
| 中島將行 | 野村証券                                 |                                                                             |
| 唐鎌大輔 | みずほ銀行                               |                                                                             |
| 大橋英敏 | みずほ銀行                               |                                                                             |
| 近藤政幸 | 野村証券                                 |                                                                             |
| 草刈貴弘 | さわかみ投信                             |                                                                             |
| キャシー松井 | ゴールドマン･サックス証券                |                                                                             |
| 古澤満宏 | IMF副専務理事                            |                                                                             |
| 東野幸利 | DZHフィナンシャルリサーチ                |                                                                             |
| 松本聡一郎 | クレディ・スイス証券                     |                                                                             |
| 佐藤憲幸 | りそな銀行                               |                                                                             |
| 木村陽子1 | みずほ銀行                               | 東京都立新宿高等学校卒業・女子陸上部所属 以前は「早稲田大学経済学部」と表示 |
| 大川智宏 | 智剣・Oskarグループ                      |                                                                             |
| 加藤嘉一 | 楽天証券経済研究所                       |                                                                             |
| 田中泰輔 | 楽天証券経済研究所                       |                                                                             |
| 西原里江 | JPモルガン証券                           |                                                                             |
| 奥野一成 | 農林中金バリューインベストメンツ         |                                                                             |
| 諸我晃 | あおぞら銀行                             |                                                                             |
| 門間一夫 | みテクノロジーズテクノロジーズ           |                                                                             |
| 剣崎仁 | ソシエテ・ジェネラル証券                 |                                                                             |
| 糸島孝俊 | ピクテジャパン                           |                                                                             |
| 矢作大祐 | 大和総研                                 |                                                                             |
| 武田淳 | 伊藤忠総研                               |                                                                             |
| 大森翔央輝 | みずほ証券                               |                                                                             |
| 丹治倫敦 | みずほ証券                               |                                                                             |
| 安田光 | SMBC日興証券                             |                                                                             |
| 山田周平 | 桜美林大学特任教授                       |                                                                             |
| 浪岡宏 | T&Dアセットマネジメント                  |                                                                             |
| 長谷川智弘 | みずほ証券                               |                                                                             |
| 近藤光司 | 大和総研                                 |                                                                             |
| 山本賢治 | 大和証券                                 |                                                                             |
| 高橋尚太郎 | 伊藤忠総研                               |                                                                             |
| 伊井哲朗 | コモンズ投信                             |                                                                             |
| 守屋のぞみ | UBS証券                                  |                                                                             |
| 井野鉄兵 | 三菱UFJ銀行                              |                                                                             |
| 木下智夫 | インベスコ・アセット・マネジメント       |                                                                             |
| 鈴木浩史 | 三井住友銀行                             |                                                                             |
| 藤田亜矢子 | JPモルガン証券                           |                                                                             |
| 神尾篤史 | 大和総研                                 |                                                                             |
| 玉井芳野 | 伊藤忠総研                               |                                                                             |
| 酒井義隆 | アセットマネジメントOne                  |                                                                             |
| 山崎広正 | みずほ証券                               |                                                                             |
| 荒井裕介 | りそな銀行                               |                                                                             |
| 下川原雄太 | スマートバンク                           |                                                                             |
| 浅岡均 | アセットマネジメントOne                  |                                                                             |
| 入村隆秀 | 三井UFJアセットマネジメント              |                                                                             |
| 佐藤将高 | ファインディ                             |                                                                             |
| 神田卓也 | 外為どっとコム総合研究所                 |                                                                             |
| 小林俊介 | みずほ証券                               |                                                                             |
| 飯塚誠 | 大和総研                                 |                                                                             |
| 北村敦志 | 三井住友銀行                             |                                                                             |
| 鶴田零 | 東京海上アセットマネジメント             |                                                                             |
| 石金淳 | 三菱UFJアセットマネジメント              |                                                                             |
| 中村美保 | JPモルガン証券                           |                                                                             |
| 小夫孝一郎 | ドイチェ・アセット・マネジメント         |                                                                             |
| - 1 ワールドビジネスサテライト（テレビ東京）・報道ステーション（テレビ朝日）・サタデーステーション（テレビ朝日）・サンデーステーション（テレビ朝日）にも出演することもある。 |                                          |                                                                             |

### 過去の出演者
|            |            | メインキャスター | メインキャスター | メインキャスター | メインキャスター | メインキャスター | 解説キャスター | 解説キャスター | 解説キャスター | 解説キャスター | 解説キャスター | NYキャスター |
| 月         | 火         | 水               | 木               | 金               | 月               | 火               | 水             | 木             | 金             |                |                | NYキャスター |
| ---------- | ---------- | ---------------- | ---------------- | ---------------- | ---------------- | ---------------- | -------------- | -------------- | -------------- | -------------- | -------------- | ------------ |
| 1998.10.1  | 2004.3.26  | 槇徳子           | 槇徳子           | 槇徳子           | 槇徳子           | 槇徳子           | （不在）       | （不在）       | （不在）       | （不在）       | （不在）       | 矢吹藍子     |
| 2003.3.29  | 2006.3.31  | 本村由紀子       | 本村由紀子       | 本村由紀子       | 本村由紀子       | 本村由紀子       | （不在）       | （不在）       | （不在）       | （不在）       | （不在）       | 矢吹藍子     |
| 2006.4.3   | 2006.7.28  | 本村由紀子       | 本村由紀子       | 本村由紀子       | 本村由紀子       | 本村由紀子       | （不在）       | （不在）       | （不在）       | （不在）       | （不在）       | 田中宏明     |
| 2006.7.31  | 2007.8.10  | 本村由紀子       | 本村由紀子       | 本村由紀子       | 本村由紀子       | 本村由紀子       | （不在）       | （不在）       | （不在）       | （不在）       | （不在）       | 佐々木明子   |
| 2007.8.13  | 2007.11.16 | 梅津智史         | 梅津智史         | 梅津智史         | 梅津智史         | 梅津智史         | （不在）       | （不在）       | （不在）       | （不在）       | （不在）       | 佐々木明子   |
| 2007.11.19 | 2009.3.27  | 本村由紀子       | 本村由紀子       | 本村由紀子       | 本村由紀子       | 本村由紀子       | （不在）       | （不在）       | （不在）       | （不在）       | （不在）       | 佐々木明子   |
| 2009.3.30  | 2009.12.30 | 池谷亨           | 池谷亨           | 池谷亨           | 池谷亨           | 池谷亨           | （不在）       | （不在）       | （不在）       | （不在）       | （不在）       | 佐々木明子   |
| 2010.1.4   | 2013.4.5   | 池谷亨           | 池谷亨           | 池谷亨           | 池谷亨           | 池谷亨           | （不在）       | （不在）       | （不在）       | （不在）       | （不在）       | 末武里佳子   |
| 2013.4.8   | 2014.2.14  | 池谷亨           | 池谷亨           | 池谷亨           | 池谷亨           | 池谷亨           | （不在）       | （不在）       | （不在）       | （不在）       | （不在）       | 大江麻理子   |
| 2014.2.17  | 2014.2.28  | 佐々木明子       | 佐々木明子       | 佐々木明子       | 佐々木明子       | 佐々木明子       | （不在）       | （不在）       | （不在）       | （不在）       | （不在）       | 大江麻理子   |
| 2014.3.3   | 2017.3.31  | 佐々木明子       | 佐々木明子       | 佐々木明子       | 佐々木明子       | 佐々木明子       | （不在）       | （不在）       | （不在）       | （不在）       | （不在）       | 池谷亨       |
| 2017.4.3   | 2018.3.30  | 佐々木明子       | 佐々木明子       | 佐々木明子       | 佐々木明子       | 佐々木明子       | （不在）       | （不在）       | （不在）       | （不在）       | （不在）       | 森田京之介   |
| 2018.4.2   | 2019.3.29  | 佐々木明子       | 佐々木明子       | 佐々木明子       | 佐々木明子       | 佐々木明子       | 大浜平太郎     | 大浜平太郎     | 大浜平太郎     | 大浜平太郎     | 大浜平太郎     | 森田京之介   |
| 2019.4.1   | 2020.3.27  | 佐々木明子       | 佐々木明子       | 佐々木明子       | 佐々木明子       | 佐々木明子       | 大浜平太郎     | 大浜平太郎     | 大浜平太郎     | （不在）       | （不在）       | 森田京之介   |
| 2020.3.30  | 2021.3.26  | 佐々木明子       | 佐々木明子       | 佐々木明子       | 秋元玲奈         | 秋元玲奈         | （不在）       | （不在）       | （不在）       | 大浜平太郎     | 大浜平太郎     | 西野志海     |
| 2021.3.29  | 2022.3.23  | 相内優香         | 相内優香         | 相内優香         | 塩田真弓         | 塩田真弓         | 豊島晋作       | 豊島晋作       | 豊島晋作       | 大浜平太郎     | 大浜平太郎     | 西野志海     |
| 2022.3.24  | 2023.3.31  | 相内優香         | 相内優香         | 相内優香         | 塩田真弓         | 塩田真弓         | 豊島晋作       | 豊島晋作       | 豊島晋作       | 大浜平太郎     | 大浜平太郎     | （不在）     |
| 2023.4.3   | 2023.6.30  | 片渕茜           | 相内優香         | 相内優香         | 塩田真弓         | 塩田真弓         | 池谷亨         | 豊島晋作       | 豊島晋作       | 大浜平太郎     | 大浜平太郎     | （不在）     |
| 2023.7.3   | 2024.3.29  | 片渕茜           | 片渕茜           | 相内優香         | 相内優香         | 塩田真弓         | （不在）       | 池谷亨         | 池谷亨         | 大浜平太郎     | 大浜平太郎     | （不在）     |
| 2024.4.1   | 2024.8.16  | 片渕茜           | 片渕茜           | 片渕茜           | 角谷暁子         | 角谷暁子         | （不在）       | 池谷亨         | 池谷亨         | 大浜平太郎     | 大浜平太郎     | （不在）     |
| 2024.8.19  | 2025.3.28  | 片渕茜           | 片渕茜           | 片渕茜           | 大浜平太郎       | 大浜平太郎       | （不在）       | 池谷亨         | 池谷亨         | （不在）       | （不在）       | （不在）     |
| 2025.3.31  | 現在       | 矢内雄一郎       | 中原みなみ       | 池谷亨           | 中原みなみ       | 中原みなみ       | 佐々木明子     | 池谷亨         | （不在）       | 大浜平太郎     | 大浜平太郎     | 片渕茜       |

|            |            | サブキャスター        | サブキャスター        | サブキャスター              | サブキャスター               | サブキャスター               | 天気キャスター | 天気キャスター | 天気キャスター |
| 月         | 火         | 水                    | 木                    | 金                          | 月・火                       | 水                           | 木・金         |                |                |
| ---------- | ---------- | --------------------- | --------------------- | --------------------------- | ---------------------------- | ---------------------------- | -------------- | -------------- | -------------- |
| 1998.10.1  | 2002.3.29  | （不在）              | （不在）              | （不在）                    | （不在）                     | （不在）                     | （不在）       | （不在）       | （不在）       |
| 2002.4.1   | 2003.3.28  | （不在）              | （不在）              | （不在）                    | （不在）                     | （不在）                     | 江連裕子       | 江連裕子       | 小林陽子       |
| 2003.3.31  | 2004.3.26  | 中川聡                | 中川聡                | 中川聡                      | 中川聡                       | 中川聡                       | 江連裕子       | 江連裕子       | 小林陽子       |
| 2004.3.29  | 2005.3.25  | 中川聡                | 中川聡                | 中川聡                      | 中川聡                       | 中川聡                       | 枦山南美       | 枦山南美       | 枦山南美       |
| 2005.3.28  | 2005.9.30  | 梅津智史              | 梅津智史              | 梅津智史                    | 梅津智史                     | 梅津智史                     | 枦山南美       | 枦山南美       | 枦山南美       |
| 2005.10.3  | 2007.8.10  | 梅津智史              | 梅津智史              | 梅津智史                    | 梅津智史                     | 梅津智史                     | 井口玲音       | 井口玲音       | 井口玲音       |
| 2007.8.13  | 2007.11.16 | 吉田小江子            | 吉田小江子            | 吉田小江子                  | 吉田小江子                   | 吉田小江子                   | 井口玲音       | 井口玲音       | 井口玲音       |
| 2007.11.19 | 2008.9.26  | 梅津智史              | 梅津智史              | 梅津智史                    | 梅津智史                     | 梅津智史                     | 井口玲音       | 井口玲音       | 井口玲音       |
| 2008.9.29  | 2009.3.27  | 池谷亨                | 池谷亨                | 池谷亨                      | 池谷亨                       | 池谷亨                       | 井口玲音       | 井口玲音       | 井口玲音       |
| 2009.3.30  | 2010.3.26  | 滝井礼乃              | 滝井礼乃              | 滝井礼乃                    | 滝井礼乃                     | 滝井礼乃                     | 井口玲音       | 井口玲音       | 井口玲音       |
| 2010.3.29  | 2010.6.25  | 滝井礼乃              | 滝井礼乃              | 滝井礼乃                    | 滝井礼乃                     | 滝井礼乃                     | 内藤聡子       | 内藤聡子       | 内藤聡子       |
| 2010.6.28  | 2011.9.30  | 滝井礼乃              | 滝井礼乃              | 滝井礼乃                    | 滝井礼乃                     | 滝井礼乃                     | 狩野恵里       | 狩野恵里       | 森田京之介     |
| 2011.10.3  | 2013.3.29  | 滝井礼乃              | 滝井礼乃              | 滝井礼乃                    | 滝井礼乃                     | 滝井礼乃                     | 狩野恵里       | 狩野恵里       | 植田萌子       |
| 2013.4.1   | 2013.7.5   | 滝井礼乃              | 滝井礼乃              | 滝井礼乃                    | 滝井礼乃                     | 滝井礼乃                     | 植田萌子       | 植田萌子       | 國本未華       |
| 2013.7.8   | 2013.9.27  | 植田萌子              | 植田萌子              | 鷲見玲奈                    | 野沢春日                     | 野沢春日                     | 國本未華       | 國本未華       | 國本未華       |
| 2013.9.30  | 2014.2.14  | 佐々木明子 植田萌子   | 佐々木明子 植田萌子   | 佐々木明子 林克征           | 佐々木明子 林克征            | 佐々木明子 林克征            | （不在）       | （不在）       | （不在）       |
| 2014.2.17  | 2014.3.28  | 林克征 植田萌子       | 林克征 植田萌子       | 林克征 野沢春日             | 林克征 野沢春日              | 林克征 紺野あさ美            | （不在）       | （不在）       | （不在）       |
| 2014.3.31  | 2014.6.27  | 林克征 植田萌子       | 林克征 植田萌子       | 林克征 伊藤京子             | 林克征 伊藤京子              | 林克征 伊藤京子              | （不在）       | （不在）       | （不在）       |
| 2014.6.30  | 2016.4.1   | 林克征 瀧口友里奈     | 林克征 瀧口友里奈     | 林克征 伊藤京子             | 林克征 伊藤京子              | 林克征 伊藤京子              | （不在）       | （不在）       | （不在）       |
| 2016.4.4   | 2016.11.4  | 野沢春日              | 野沢春日              | 森田京之介                  | 森田京之介                   | 森田京之介                   | 瀧口友里奈     | 瀧口友里奈     | 伊藤京子       |
| 2016.11.7  | 2017.3.31  | 森田京之介            | 森田京之介            | 森田京之介                  | 森田京之介                   | 森田京之介                   | 瀧口友里奈     | 瀧口友里奈     | 伊藤京子       |
| 2017.4.3   | 2017.9.22  | 秋元玲奈 野沢春日     | 秋元玲奈 野沢春日     | 秋元玲奈 矢内雄一郎         | 秋元玲奈 矢内雄一郎          | 秋元玲奈 原田修佑            | 森山るり       | 森山るり       | 森山るり       |
| 2017.9.25  | 2018.3.30  | 野沢春日 角谷暁子     | 野沢春日 角谷暁子     | 矢内雄一郎 西野志海         | 矢内雄一郎 西野志海          | 原田修佑 西野志海            | 森山るり       | 森山るり       | 森山るり       |
| 2018.4.2   | 2019.3.29  | 野沢春日 角谷暁子     | 野沢春日 角谷暁子     | 矢内雄一郎 西野志海         | 矢内雄一郎 西野志海          | 矢内雄一郎 西野志海          | 森山るり       | 森山るり       | 森山るり       |
| 2019.4.1   | 2020.3.27  | 野沢春日 角谷暁子     | 野沢春日 角谷暁子     | 矢内雄一郎 西野志海         | 秋元玲奈 矢内雄一郎 西野志海 | 秋元玲奈 矢内雄一郎 西野志海 | 角谷暁子       | 西野志海       | 西野志海       |
| 2020.3.30  | 2021.3.26  | 野沢春日 片渕茜       | 野沢春日 片渕茜       | 野沢春日 片渕茜             | 矢内雄一郎 角谷暁子          | 矢内雄一郎 角谷暁子          | 野沢春日       | 野沢春日       | 矢内雄一郎     |
| 2021.3.29  | 2022.3.23  | 矢内雄一郎 片渕茜     | 矢内雄一郎 片渕茜     | 片渕茜(隔週) 島田一輝(隔週) | 野沢春日 島田一輝            | 野沢春日 島田一輝            | 片渕茜         | 片渕茜         | 平出真有       |
| 2022.3.24  | 2022.9.30  | 矢内雄一郎 片渕茜     | 矢内雄一郎 片渕茜     | 矢内雄一郎                  | 野沢春日                     | 野沢春日                     | 片渕茜         | 片渕茜         | 平出真有       |
| 2022.10.3  | 2023.3.31  | 矢内雄一郎 片渕茜     | 矢内雄一郎 片渕茜     | 矢内雄一郎                  | 野沢春日 中原みなみ          | 野沢春日 中原みなみ          | 平出真有       | 平出真有       | 平出真有       |
| 2023.4.3   | 2023.6.30  | 矢内雄一郎            | 矢内雄一郎 片渕茜     | 矢内雄一郎                  | 中原みなみ                   | 中原みなみ                   | 平出真有       | 平出真有       | 平出真有       |
| 2023.7.3   | 2024.3.29  | 矢内雄一郎 中原みなみ | 矢内雄一郎 中原みなみ | 矢内雄一郎                  | 中垣正太郎                   | 中垣正太郎                   | 平出真有       | 平出真有       | 平出真有       |
| 2024.4.1   | 2024.8.16  | 矢内雄一郎 中原みなみ | 中原みなみ            | 中垣正太郎                  | 矢内雄一郎                   | 矢内雄一郎                   | 平出真有       | 平出真有       | 平出真有       |
| 2024.8.19  | 2024.12.27 | 矢内雄一郎 中原みなみ | 中原みなみ            | 中垣正太郎                  | 矢内雄一郎 藤井由依          | 矢内雄一郎 藤井由依          | 平出真有       | 平出真有       | 平出真有       |
| 2025.1.6   | 2025.3.28  | 矢内雄一郎 中原みなみ | 中原みなみ 古旗笑佳   | 中垣正太郎 古旗笑佳         | 矢内雄一郎 藤井由依          | 矢内雄一郎 藤井由依          | 平出真有       | 平出真有       | 平出真有       |
| 2025.3.31  | 現在       | 藤井由依              | 古旗笑佳              | 中垣正太郎 古旗笑佳         | 矢内雄一郎                   | 矢内雄一郎                   | 平出真有       | 平出真有       | 平出真有       |

備考
- 本村は、2007年08月13日 - 11月16日は産休のため一時降板。
- 秋元は、2017年09月25日 - 2019年03月は産休のため一時降板。
- 田中は、2006年04月03日 - 2006年07月28日はニューヨークキャスターだったが、2006年08月01日よりニューヨーク証券取引所・NASDAQ中継、木曜のコーナー「あめり見」中継担当に。
- 上の表以外には、以下のキャスター陣が出演。
  - ヒロコ・グレース（ニューヨーク。一時期「あめり見」を担当）

- 西野は2022年4月のある放送分を最後に欠席。6月6日付でニューヨーク支局を降板（＝退職・退社。）[12]後任が決まるまではニューヨークスタジオの担当役割を東京スタジオで代替対応している。[注 7]
- 角谷は2024年6月27日より気管支喘息のため休養し、同年8月9日に復帰するも、同日と翌週16日のみ担当した後、再び番組を欠席。同年8月末頃から角谷がホームページの出演者欄から削除され、角谷のアナウンサープロフィールページからも当番組が担当番組欄から削除されたのち、同年10月7日には角谷が自身のInstagramで当番組からの降板を発表した。
- 角谷の休養期間中は片渕、中原、藤井の3人を中心に代役出演（中原、藤井が担当する日は大浜がメインを担当）。同年8月末頃から角谷が事実上の降板扱いとなって以降は、藤井が新たに番組ホームページのキャスター欄に追加され、正式に木・金曜日担当として出演[13]。